# Hawke's Bay
La région de Hawke's Bay (en anglais : Hawke's Bay Region, en maori de Nouvelle-Zélande : Te Matau-a-Māui), est une région de Nouvelle-Zélande située sur la côte est de l'île du Nord.

## Toponymie
Le nom de la région provient de la Baie de Hawke, qui a été nommé par le capitaine James Cook en l'honneur de l'amiral Edward Hawke.
Le conseil régional est situé à Napier. Hastings est une ville importante de la région.

## Géographie
La région est située au milieu de la côte est de l'île du Nord et porte l'ancien nom de ce qui est aujourd'hui Hawke Bay, une grande baie semi-circulaire s'étendant sur 100 km du nord-est au sud-ouest, de la Péninsule de Māhia au Cap Kidnappers.
La région inclut les terres côtières, pleines de collines, au nord et au centre ; les plaines de la vallée de la Wairoa au nord ; les plaines fertiles plaines d'Heretaunga au sud autour de Hastings dominé par le pic Te Mata, et l'intérieur plutôt accidenté jusqu'à la Chaîne Kaweka et la chaîne des Ruahine.
Les frontières de la région dévient un peu des précédentes frontières de Hawke's Bay. Ainsi, certaines villes dans la région de Manawatu-Wanganui au sud-ouest, dont Dannevirke et Woodville, se déclarent faire partie de la région de Hawke's Bay.
La région comprend les districts de Wairoa, Hastings, Central Hawke's Bay, ainsi qu'une petite partie de la région de Taupo et du Rangitikei.
La région est connue pour ses vignobles.

## Toponymie
On y trouve le second toponyme le plus long du monde, et le premier de Nouvelle-Zélande : Taumatawhakatangihangakoauauotamateaturipukakapikimaungahoronukupokaiwhenuakitanatahu.

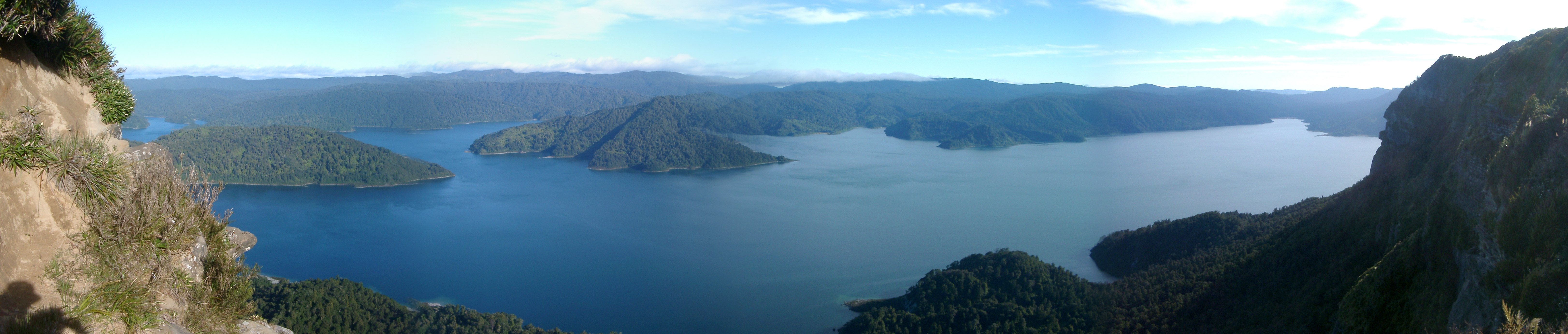
Le lac Waikaremoana.

## Histoire
Entre 1858 et 1876 Hawke's Bay formait la province de Hawke's Bay, après sa séparation de la province de Wellington en février 1858.
Le 3 février 1931 Napier et Hastings sont dévastés par la catastrophe naturelle la plus grave de l'histoire de la Nouvelle-Zélande : un séisme atteignant une intensité de 7,9 sur l'échelle de Richter tue 256 personnes. Napier se reconstruit rapidement et est aujourd'hui connu pour son architecture art déco.

## Démographie
| Groupes ethniques                                 | Valeurs absolues | %    |
| ------------------------------------------------- | ---------------- | ---- |
| Population                                        | 151 179          | 100  |
| Ethnicité établie                                 | 142 845          | 94,5 |
| Européens                                         | 95 775           | 63,4 |
| Maoris                                            | 19 977           | 13,2 |
| Métis                                             | 16 284           | 10,8 |
| Asiatiques                                        | 4 209            | 2,8  |
| Océaniens non Maoris                              | 3 714            | 2,5  |
| Moyens-Orientaux, Latinos-Américains et Africains | 486              | 0,3  |
| Autres                                            | 2 400            | 1,6  |
| Ethnicité non établie                             | 8 334            | 5,5  |

Densités de population en 2006.

Lors du recensement de 2006 la région comptait 147 783 habitants, dont 55 359 à Napier. On y trouve également d'autres villes, plus petites : Wairoa, Havelock North, Tikokino, Waipawa, Waipukurau, et Takapau. Les personnes d'origine māorie y sont nombreuses : 24 % de la population se réclament ainsi lors du dernier recensement ; l'un des iwi les plus importants y est Ngāti Kahungunu.